# V462 Близнецов
V462 Близнецов (лат. V462 Geminorum) — одиночная переменная звезда в созвездии Близнецов на расстоянии приблизительно 888 световых лет (около 272 парсек) от Солнца. Видимая звёздная величина звезды — от +13,61m до +13,49m.

## Характеристики
V462 Близнецов — жёлто-оранжевый карлик, вращающаяся переменная звезда типа BY Дракона (BY:) спектрального класса K-G. Радиус — около 0,61 солнечного, светимость — около 0,195 солнечной. Эффективная температура — около 4920 К.